# Гласник из пакла
Гласник из пакла (енгл. Hellbound) је амерички трилер из 1994. године са Чаком Норисом у главној улози. 

## Радња филма
Филм почиње када енглески краљ Ричард лавље срце са крсташима улази у крипту и заробљава Просатаноса, Сатаниниог изасланика на земљи. Међутим 1951. године двојица пљачкаша случајно ослобађају Просатаноса, који почиње припреме за долазак Сатане на земљу. Да би то урадио мора да сакупи свих девет делова скиптара који су разасути по земљи. Међутим планови Просатаноса се неће остварити јер се са њим суочава чикашка полиција.

## Улоге
| Глумац          | Улога                  |
| --------------- | ---------------------- |
| Чак Норис       | Френк Шатер            |
| Калвин Левелс   | Калвин Џексон          |
| Кристофер Ним   | професор Малколм Локли |
| Шери Џеј Вилсон | Лесли Хокинс           |
| Дејвид Роб      | Ричард Лавље Срце      |
| Чери Френклин   | капетан Хул            |
| Џек Адалист     | Рајнард Кригер         |
| Ори Леви        | Рабин Мордекај Шиндлер |